# Vernor Vinge

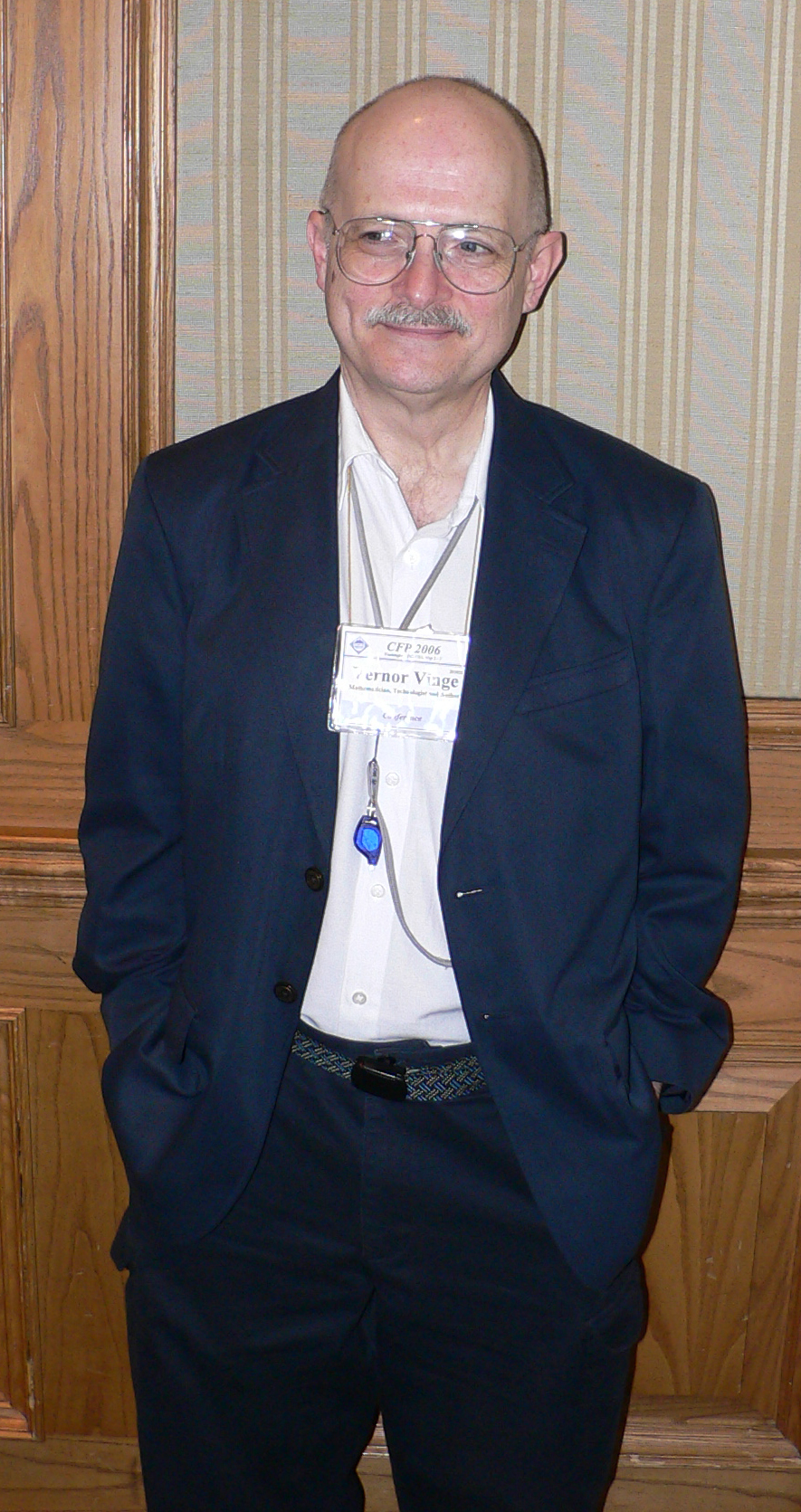
Vernor Vinge (2006)

Vernor Steffen Vinge [ˈvɪndʒɪ] (* 2. Oktober 1944 in Waukesha, Wisconsin; † 20. März 2024 in La Jolla, Kalifornien) war ein amerikanischer Mathematiker, Informatiker und Science-Fiction-Autor.

## Leben
Bekannt wurde er vor allem durch seinen Roman A Fire Upon the Deep (1992) (dt. Ein Feuer auf der Tiefe (1995)), für den er den Hugo Award gewann, sowie für seinen Essay The Technological Singularity (1993; dt. in Das Science Fiction Jahr 2004, Heyne), in dem er die These vertritt, dass das exponentielle Wachstum in der Technologie einen Punkt erreichen wird (technologische Singularität), ab dem es nicht mehr möglich sein wird, über die Konsequenzen auch nur zu spekulieren.
Die Fortsetzung zu A Fire Upon the Deep ist A Deepness in the Sky (1999) (dt. Eine Tiefe am Himmel (2003)), die in der Erzählzeit vor A Fire Upon the Deep angesiedelt ist und mit der er erneut den Hugo Award gewann. Im Jahr darauf erhielt das Werk auch den Kurd-Laßwitz-Preis als bester ausländischer Roman. 2007 gewann er den Locus Award für Rainbows End.
Er war von 1972 bis 1979 mit der Science-Fiction-Autorin Joan D. Vinge verheiratet.
Vinge starb im März 2024 im Alter von 79 Jahren.

## Werke

### Romane

#### Zonen-des-Denkens-Zyklus / Zones of Thought
- A Fire Upon the Deep, Tor 1992, ISBN 0-312-85182-0.
  - Ein Feuer auf der Tiefe, Heyne 1995, Übersetzer Erik Simon, ISBN 3-453-07986-8.
- A Deepness in the Sky, Tor 1999, ISBN 0-312-85683-0.
  - Eine Tiefe am Himmel, Heyne 2003, Übersetzer Erik Simon, ISBN 3-453-87063-8.
- The Children of the Sky, Tor 2011, ISBN 978-0-312-87562-6.

#### Der Friedenskrieg-Zyklus / Realtime
- The Peace War, Bluejay Books 1984, ISBN 0-312-94342-3.
  - Der Friedenskrieg, Heyne 1989, Übersetzerin Rosemarie Hundertmarck, ISBN 3-453-03153-9.
- The Ungoverned, in Far Frontiers, Volume III/Fall, 1985 (Novelle).
  - Die Unregierten, in Die Tiefen der Zeit, Heyne 2006, Übersetzer Erik Simon, ISBN 3-453-52132-3.
- Marooned in Realtime, Bluejay Books 1986, ISBN 0-312-94295-8.
  - Gestrandet in der Realzeit, Heyne 1989, Übersetzerin Rosemarie Hundertmarck, ISBN 3-453-03154-7.

#### Weitere Romane
- Grimm’s World, Berkley Medallion 1969, ISBN 0-425-01750-8 (erweiterte Version 1987 als Tatja Grimm’s World).
- The Witling, Dennis Dobson 1976, ISBN 0-234-72012-3.
  - Der Besserwisser, Bastei-Lübbe 1984, Übersetzer M. W. Anders, ISBN 3-404-21174-X.
- Rainbows End, Tor 2006, ISBN 978-0-312-85684-7.
  - Das Ende des Regenbogens, Cross Cult 2016, Übersetzer René Ulmer, ISBN 978-3-95981-144-6.

### Kurzgeschichtensammlungen
- True Names and Other Dangers, Baen 1987, ISBN 0-671-65363-6.
- 1988 Threats.. and Other Promises, Baen 1988, ISBN 0-671-69790-0.
- 2001 The Collected Stories of Vernor Vinge, Tor 2011, ISBN 0-312-87373-5.
  - Die Tiefen der Zeit, Heyne 2006, Übersetzer u. a. Joachim Körber, ISBN 3-453-52132-3 (in der deutschen Ausgabe fehlt eine Geschichte, dafür wurden zwei andere hinzugefügt).

### Essays
- 1993 The Coming Technological Singularity: How to Survive in the Post-Human Era (in Proceedings: VISION-21 Symposium, March 30–31, 1993)
- 2001 True Names and the Opening of the Cyberspace Frontier (in: True Names and the Opening of the Cyberspace Frontier, Hrsg. James Frenkel)